# Mușchiul scurt extensor radial al carpului

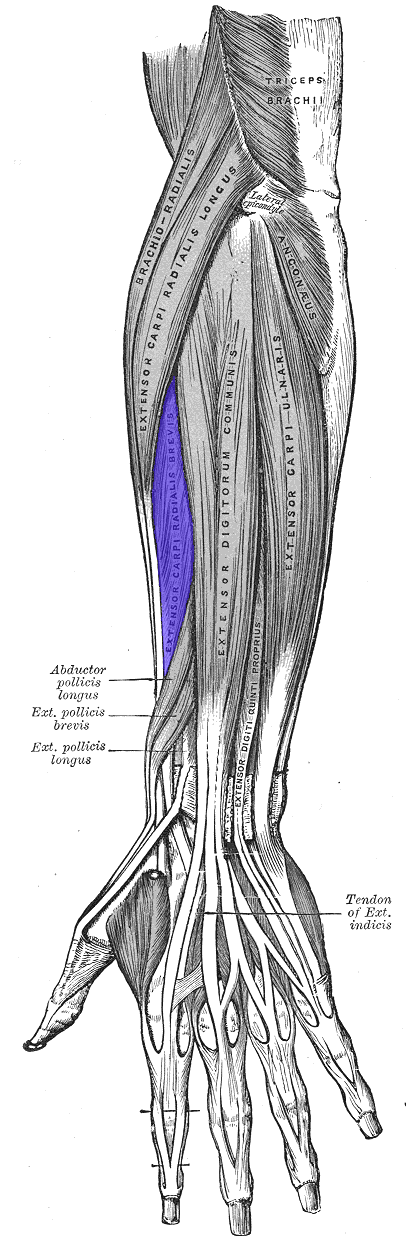
Mușchiul scurt extensor radial al carpului (în albastru)

Mușchiul scurt extensor radial al carpului (Musculus extensor carpi radialis brevis) sau mușchiul extensor scurt radial al carpului, mușchiul extensor radial scurt al carpului, mușchiul al doilea radial extern, al doilea radial extern este un mușchi lung, așezat pe marginea laterală a antebrațului. Este un mușchi superficial din grupul lateral de mușchi ai antebrațului, acoperit în parte de mușchiul lung extensor radial al carpului în partea sa proximală, fiind însă mai scurt.

## Inserții
Are originea pe epicondilul lateral al humerusului (Epicondylus lateralis humeri), pe ligamentul colateral radial al articulației cotului (Ligamentum collaterale radiale articulationis cubiti) și pe septul intermuscular adiacent care îl separă de mușchiul extensor al degetelor (Musculus extensor digitorum).
Corpul muscular se continuă de la jumătatea antebrațului cu un tendon lung care merge paralel cu cel al mușchiului lung extensor radial al carpului și coboară împreună prin șanțul osos cel mai lateral de pe fața posterioară a epifizei inferioare a radiusului. Tendoanele acestor doi mușchi merg împreună încă de la nivelul jumătății inferioare a antebrațului, unite între ele printr-o lamă de țesut conjunctiv, trec pe sub retinaculul extensorilor având o teacă sinovială comună, numită teaca tendoanelor mușchilor scurt și lung extensori radiali ai carpului (Vagina tendinum musculorum extensorum carpi radialium).
Tendonul său se inseră pe partea laterală a feței posterioare a bazei metacarpianului III, distal de procesul său stiloid (Processus styloideus ossis metacarpalis III). 
Între tendonul său terminal și baza metacarpianului al III-lea se găsește bursa lui seroasă (Bursa musculi extensoris carpi radialis brevis).

## Raporturi
Proximal este acoperit parțial de mușchiul lung extensor radial al carpului (Musculus extensor carpi radialis longus), de care se desparte numai în apropierea inserției distale. 
În partea inferioară a antebrațului este superficial încrucișat împreună cu mușchiul lung extensor radial al carpului de tendoanele celor trei mușchi ai policelui: mușchiul abductor lung al policelui (Musculus abductor pollicis longus), mușchiul extensor scurt al policelui (Musculus extensor pollicis brevis) și mușchiul extensor lung al policelui (Musculus extensor pollicis longus). 
Acoperă radiusul, mușchiul supinator (Musculus supinator), mușchiul rotund pronator (Musculus pronator teres). 
Deseori între mușchii extensorii radiali ai carpului (mușchiul lung extensor radial al carpului și mușchiul scurt extensor radial al carpului) și mușchiul supinator sau între aceștia și mușchii policelui care îl încrucișează se află burse seroase.

## Acțiunea
Este un puternic extensor al mâinii pe antebraț și abductor al mâinii. Este sinergic și are aceleași acțiuni cu cele ale mușchiului lung extensor radial al carpului, abducția fiind însă mult mai redusă.

## Inervația
Inervația este asigurată de nervul interosos posterior (Nervus interosseus antebrachii posterior) o ramură profundă a nervului radial (neuromer C7-C8).

## Vascularizația
Vascularizația este asigurată de artera radială (Arteria radialis) și artera recurentă radială (Arteria recurrens radialis).